# Aeroportul Oradea
Aeroportul Internațional Oradea (cod IATA: OMR, cod ICAO: LROD) este deschis oficial traficului internațional de persoane și mărfuri, punct poliție de frontieră, vamă, poliție sanitar-veterinară. Aeroportul Oradea deservește județul Bihor și zonele limitrofe cuprinzând peste 750 000 de locuitori, orașul Oradea cu peste 250 000 de locuitori și încă șase orașe aflate într-o rază de maxim 100 km cu o populație de peste 300 000 de locuitori.
Este un aeroport în creștere în privința traficului. Aeroportul are zboruri TAROM spre București cu frecvență zilnică.
Anul 2017 a însemnat pentru Aeroportul Internațional Oradea un an plin de evenimente și de realizări. Au fost adăugate destinații noi: curse regulate (București - Iași, Barcelona - Girona, Milano - Bergamo, Londra - Stansted, Memmingen, Dusseldorf - Weeze) și curse charter (sezoniere) Constanța, Antalya. Toate acestea s-au regăsit în creșterea numărului de pasageri și a numărului de zboruri.
Astfel, Aeroportul Internațional Oradea a înregistrat în anul 2017 un trafic aerian de 162.902 pasageri față de 41.867 pasageri înregistrați în anul 2016 (creștere de 289,09%) iar numărul mișcărilor de aeronave în anul 2017 a fost de 2.857 față de 1.823 în anul 2016 (creștere de 56,72%).
Recordul de trafic pentru o zi în anul 2017 a fost înregistrat în data de 30.12.2017 când aeroportul a fost tranzitat de 1.320 pasageri.
Anul 2018 a început cu un nou record de pasageri, astfel că în data de 2 Ianuarie s-a înregistrat un trafic aerian de 1.411 pasageri.
În 2024 s-au încheiat lucrările de prelungire a pistei la 2.520 m și de extindere a platformei pentru a permite aterizarea unor avioane mai mari și în condiții de vizibilitate 

## Zone turistice deservite de aeroport
Un element important al viitorului potențial pentru transport este dezvoltarea cererii de turism pentru străini la Oradea, legat de Băile Felix sau alte zone turistice. Transportul internațional al României, atât pentru românii care călătoresc în străinătate cât și pentru străinii care călătoresc în România, s-a schimbat considerabil în ultimii ani.
Băile Felix oferă un potențial considerabil de dezvoltare.
Alte obiective turistice sunt zona rustică din jurul Stânei de Vale și a Munților Apuseni, precum și Peștera Urșilor.
De asemenea, în Oradea se găsesc diferite obiective turistice.

## Utilizări în scop militar și medical
Centrul NATO care se construiește la Oradea va avea un specific HUMINT (Human Intelligence) și va servi pentru pregătirea în această specialitate a militarilor din state membre NATO, urmând să aibă, nu doar salariați militari, ci și aproximativ 100 de angajați civili. Este necesar Aeroportul Internațional Oradea să primească atât curse regulate, cât și zboruri speciale, datorită tranzitului mare de pasageri.
Spitalul Pelican a achiziționat un elicopter medical în vara lui 2009. Inițiativa de la Spitalul Pelican privește ajutorarea bolnavilor care sunt aduși în stare foarte gravă de către SMURD, Ambulanța de stat sau Ambulanța Pelican la orice spital din Bihor și din județele limitrofe. Pacienții pot fi astfel transportați în timp util în clinici specializate din capitala țării.

## Modernizare și extindere
Aeroportul Oradea va lua un credit pe o perioadă de 15 ani, în valoare de 6,7 milioane de lei, pentru construirea unui nou terminal de pasageri și modernizarea celui existent. „Lucrările prevăd construirea unui nou terminal al Aeroportului Oradea pe o suprafață de 3.000 de mp cu o capacitate de 600 de pasageri, a unei parcări cu peste 150 de locuri și modernizarea actualului terminal de pasageri”, au spus reprezentanții CJ Bihor.

## Destinații:Monastir,Hugrada,Bucuresti(Henri Coanda,Otopeni),Heraklion,Munchen,Milano,Bergmago.

### Destinații posibile
- Consulatul onorific al Slovaciei a susținut necesitatea introducerii unei curse Oradea - Bratislava.[10]
- Comunitatea evreiască a cerut să se introducă o cursă Oradea - Tel Aviv, ținând cont că există în Israel o comunitate importantă de evrei români.[10]

## Statistici
| Luna       | Pasageri 2022 | Pasageri 2023 | Pasageri 2024 | Diferență 2024/2023 | Pasageri cumulați 2024 |
| ---------- | ------------- | ------------- | ------------- | ------------------- | ---------------------- |
| Ianuarie   |               | 11.472        | 5.335         | ▼ 53,5%             | 5.335                  |
| Februarie  |               | 11.367        | 5.973         | ▼ 47,4%             | 11.308                 |
| Martie     |               | 11.773        | 6.742         | ▼ 42,7%             | 18.050                 |
| Aprilie    | 17.950        | 8.133         | 6.514         | ▼ 19,9%             | 24.564                 |
| Mai        | 9.267         | 8.980         | 8.301         | ▼ 7,6%              | 32.865                 |
| Iunie      | 25.056        | 17.121        | 20.364        | ▲ 18,9%             | 53.229                 |
| Iulie      | 29.290        | 22.143        | 25.892        | ▲ 16,9%             | 79.121                 |
| August     | 31.489        | 21.632        | 26.872        | ▲ 24,2%             | 105.993                |
| Septembrie | 25.720        | 18.678        |               |                     |                        |
| Octombrie  | 16.008        | 8.493         |               |                     |                        |
| Noiembrie  | 12.899        | 7.280         |               |                     |                        |
| Decembrie  | 11.739        | 5.471         |               |                     |                        |

## Accesul din oraș
Regia autonomă de transport din Oradea pune la dispoziția călătorilor Linia 28 (Emanuil Gojdu - Aeroportul Oradea - Emanuil Gojdu) de transport în comun. De asemenea sunt disponibile mașini în regim de taxi.

## Accidente și incidente
La 4 februarie 1970, un Antonov 24B operat de compania TAROM s-a prăbușit în munți, lângă Oradea în timpul zborului dinspre aeroportul Otopeni.
La 27 mai 1971, un Iliușin 14, operat de aceeași companie, a fost deturnat după plecarea de la Oradea. Cei care au deturnat avionul au cerut să meargă în Austria unde s-au predat.
În 1994, un Antonov An-26 al Forțelor Aeriene Române s-a prăbușit în timpul aterizării.
La 16 ianuarie 2009, un Gulfstream G200, operat de Țiriac Air, a fost deteriorat după ce a depășit pista. Aeronava a ajuns la gardul din jurul aeroportului.